# Dominique Lacaud

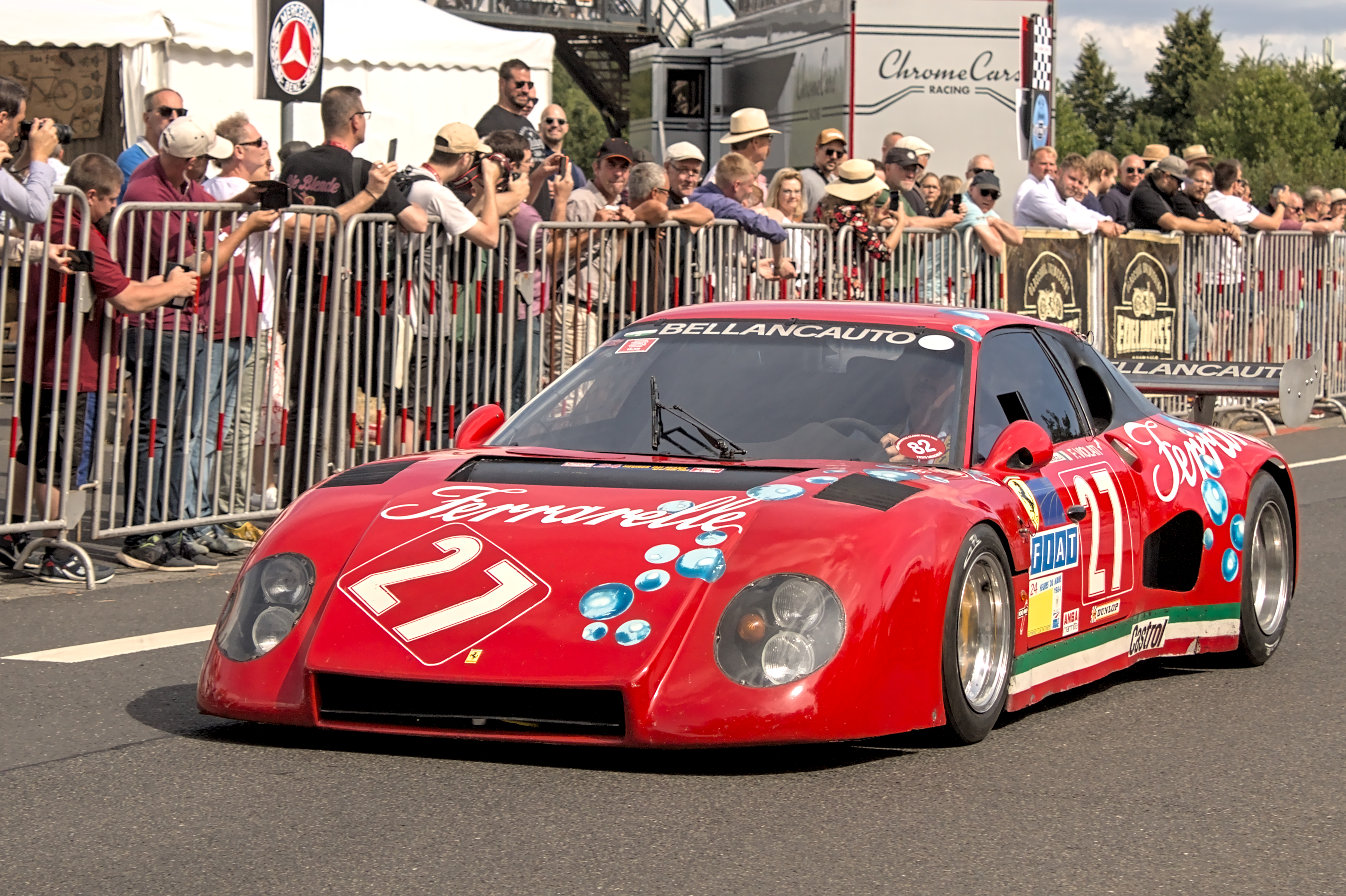
Der Ferrari 512 BB LM mit dem Dominique Lacaud beim 24-Stunden-Rennen von Le Mans 1984 am Start war

Dominique Lacaud (* 4. Februar 1952 in Issoudun) ist ein ehemaliger französischer Autorennfahrer und Rennstallbesitzer.

## Karriere als Rennfahrer
Dominique Lacaud war zwischen 1978 und 2002 als Sportwagen-Rennfahrer aktiv. Teilweise meldete er die eingesetzten Fahrzeuge über seinen eigenen Rennstall. 1978 gab er sein Debüt beim 24-Stunden-Rennen von Le Mans. Er meldete einen Lola T297, den er im Rennen gemeinsam mit Michel Lateste und Jean-François Auboiron fuhr. Mangels ausreichend zurückgelegter Distanz wurde das Trio nicht klassiert. 10 Mal war er beim 24-Stunden-Rennen in Westfrankreich am Start. 1980 fuhr er gemeinsam mit Hans-Joachim Stuck und Hans-Georg Bürger einen BMW M1 an die 15. Stelle der Gesamtwertung. 1987 wurde er Gesamtelfter und 1989 Gesamtzehnter.
1984 gewann er mit fünf Saisonsiegen die Gesamtwertung der französische Rundstrecken-Meisterschaft. Lacaud war viele Jahre als Bergrennfahrer aktiv und hatte seinen letzten Renneinsatz beim 500-km-Rennen von Dijon 2002.

## Statistik

### Le-Mans-Ergebnisse
| Jahr | Team                            | Fahrzeug         | Teamkollege        | Teamkollege            | Platzierung     | Ausfallgrund     |
| ---- | ------------------------------- | ---------------- | ------------------ | ---------------------- | --------------- | ---------------- |
| 1978 | Dominique Lacaud                | Lola T297        | Michel Lateste     | Jean-François Auboiron | nicht klassiert |                  |
| 1979 | Kores Racing - France Chauffage | Lola T297        | Michel Lateste     |                        | Ausfall         | Kupplungsschaden |
| 1980 | Dominique Lacaud                | BMW M1           | Hans-Joachim Stuck | Hans-Georg Bürger      | Rang 15         |                  |
| 1984 | Scuderia Bellancauto            | Ferrari 512BB LM | Roberto Marazzi    | Maurizio Micangeli     | Ausfall         | Getriebeschaden  |
| 1985 | Roland Bassaler                 | Sauber SHS C6    | Roland Bassaler    | Yvon Tapy              | Rang 23         |                  |
| 1986 | Roland Bassaler                 | Sauber SHS C6    | Roland Bassaler    | Yvon Tapy              | nicht klassiert |                  |
| 1987 | Automobiles Louis Descartes     | ALD 03           | Louis Descartes    | Jacques Heuclin        | Rang 11         |                  |
| 1988 | Automobiles Louis Descartes     | ALD 04           | Louis Descartes    | Jacques Heuclin        | Rang 22         |                  |
| 1989 | Brun Motorsport                 | Porsche 962C     | Harald Huysman     | Uwe Schäfer            | Rang 10         |                  |
| 1994 | Stealth Engineering             | ALD 06           | Sylvain Boulay     | Bernard Robin          | Ausfall         | Motorschaden     |